# هيذر ماركس
هيذر ماركس (مواليد 25 يوليو 1988) عارضة أزياء كندية عرفت في عالم الموضة بعيونها الواسعة ومظهرها الشبيهة بالدمية. مظهرها قادها للعديد من حملاتها الدعائية ، وتبعت مسيرتها الفنية تلك موديلات أخريات مثل «جيما وورد» و «كارولين ترينتيني» و «ليلي كول» و «ليزا كانت» و «فلادا روسلياكوفا» و «جيسيكا ستام».

## نشأتها
ولدت ماركس في كالغاري، ألبرتا، واكتشفها كيلي سترايت، مالك وكالة مود موديلز، في معرض كالجاري للسيدات في سن الثانية عشرة (كان طولها 178 سم بالفعل). دعاها للمشاركة في البحث عن عارضة أزياء في وكالة مود، وفازت بالمسابقة. لم تكن مقتنعة بعد بفكرة عرض الأزياء ووافقت على مساعدة سترايت في قبول الوظيفة عدة مرات في الشهر.

## روابط خارجية
- هيذر ماركس في قاعدة بيانات الأفلام على الإنترنت
- هيذر ماركس على موقع IMDb (الإنجليزية)
- هيذر ماركس على موقع قاعدة بيانات الفيلم (الإنجليزية)
- هيذر ماركس على موقع دليل عارضات الأزياء (الإنجليزية)
- قالب:Style.com model